# Danh sách nhân vật trong RE:ZERO - Bắt đầu lại ở thế giới khác
Đây là danh sách các nhân vật trong light novel RE:ZERO - Bắt đầu lại ở thế giới khác cùng với phiên bản anime và manga của nó.

Các nhân vật trung tâm của loạt truyện. Hàng trên từ trái qua: Subaru, Emilia, Pack. Hàng dưới từ trái qua: Ram, Rem, Felt.

## Nhân vật chính
- Natsuki Subaru (菜月 昴 (Thái Nguyệt Mão)?)
Lồng tiếng bởi: Kobayashi Yuusuke.

Nhân vật nam chính của sê-ri, anh là một NEET 17 tuổi. Trên đường trở về nhà từ một cửa hàng tiện lợi, cậu đột nhiên bị dịch chuyển đến một thế giới khác. Cậu có một quyền năng mà cậu đã tự đặt tên là "Trở về từ cái chết" (死に戻り, Shinimodori), cho phép cậu trở về quá khứ sau khi chết, nhưng chỉ mình cậu nhớ những gì đã diễn ra. Cậu không thể nói với bất cứ ai về khả năng này. Nếu cậu cố gắng nói, một bàn tay từ bóng tối sẽ xuất hiện và bóp lấy trái tim cậu, khiến cậu cảm thấy đau đớn tột cùng. Cậu cũng có được "scent of the Witch of Envy" (mùi của phù thủy đố kị, trong phim hay gọi là Phù Thủy Đố Kị), thứ thu hút quái vật và đáng sợ với những ai cảm nhận được nó. Mặc dù là một hikikomori và một game thủ ở thế giới thật, Subaru thỉnh thoảng có tập thể dục và dường như biết cách chiến đấu bằng tay không, khiến cậu không hoàn toàn yếu. Cậu cũng có một chút năng lực phép thuật bóng tối, nhưng chỉ ở cấp độ rất cơ bản. Trong Arc 4 của bản web novel, cùng với việc ký kết với Beatrice, Subaru cũng được học parkour và cách dùng roi làm vũ khí trong vài tháng, khiến cậu mạnh hơn.
- Emilia (エミリア Emiria?)
Lồng tiếng bởi: Takahashi Rie

Là một cô gái với nửa dòng máu yêu tinh - bán yêu. Cô là một trong những người được ứng cử để trở thành quốc vương tiếp theo. Emilia có ngoại hình thu hút, mái tóc dài bạch kim, làn da trắng nõn, dáng người cân đối, thon thả, đôi mắt tím long lanh. Subaru lần đầu tiên gặp cô khi huy chương của cô bị cướp bởi Felt, thứ mà cô cần để có thể đủ tư cách tham gia vào cuộc bầu cử quốc vương; cô là một trong những ứng cử viên để trở thành người cai trị tiếp theo trong cuộc bầu cử hoàng gia, trở thành vị vua thứ 42 của Lugunica. Cũng trong lần đó, Subaru gặp phải những tên cướp phiền phức và cô đã giúp anh. Emilia gây ấn tượng mạnh mẽ vì sự tốt bụng và nhân hậu mà cô có, luôn đặt lợi ích của tất cả mọi người lên trên bản thân, bất kể người đó là ai. Cô đến từ khu rừng băng, và đã hơn một trăm tuổi một chút (dù hầu hết thời gian cô bị đóng băng trong khu rừng). Tính theo tâm lý thì cô vẫn là thiếu niên. Cái tên Emilia sử dụng lần đầu khi giới thiệu bản thân với Subaru, "Satella", cũng là tên của "Phù thủy đố kỵ", người có ngoại hình được cho là giống cô và chịu trách nhiệm cho sự phân biệt đối xử với người nửa yêu tinh như cô. Trong số các giống lai, các chủng tộc và người dân bị phân biệt đối xử hoặc tước quyền công dân ở Lugunica, cô được coi là niềm hy vọng của họ về một tương lai tốt đẹp hơn do lý tưởng dân chủ và bình đẳng xã hội tốt hơn của cô. Tuy nhiên, vì di sản và giống Satella, Emilia thường bị hầu hết mọi người xa lánh và ghét bỏ, khiến cô cô đơn và không có bạn bè trước khi gặp Subaru. Ban đầu, cô coi Subaru là một đứa trẻ tinh nghịch và luôn cần được chăm sóc. Tuy nhiên, sau khi anh liều mạng để cứu cô khỏi Giáo phái Phù thủy, Emilia bắt đầu nảy sinh tình cảm sâu sắc với anh, vì Subaru là người đầu tiên khiến cô cảm thấy thực sự hạnh phúc, được chấp nhận và yêu thương.
- Puck (パック Pakku?)
Lồng tiếng bởi: Uchiyama Yumi.

Bạn thân của Emilia và là một tinh linh trong hình hài một con mèo. Có người cho rằng Puck là bố của Emilia (có 1 lần, khi Emilia bị giết mà Subaru không ra tay cứu cô kịp thời, anh ta đã nói với Subaru rằng "Hãy yên nghỉ với con gái của ta"). Thời gian làm việc của Puck là từ 9 giờ sáng tới 5 giờ chiều. Anh có khả năng đọc suy nghĩ người khác thông qua cảm xúc/cử chỉ của họ, vì vậy biết được khả năng du hành thời gian của Subaru mà không bị lời nguyền giết anh ta. Mỗi khi Emilia chết, Puck sẽ biến thành một con thú khổng lồ và tiêu diệt thế giới, vì Emilia là mục đích cho sự tồn tại và là tất cả của anh. Danh tính thực sự của anh là "Beast of the End of the Eternal Frozen Lands", một trong 4 Tinh linh vĩ đại của thế giới có thể điều khiển nhiệt độ.
Nhân vật này đã giành được giải thưởng Nhân vật xuất sắc nhất (Linh vật) trong Giải thưởng Anime Newtype 2015–2016.

### Phe của Emilia

#### Dinh thự của Roswaal
- Rem (レム Remu?)
Lồng tiếng bởi: Minase Inori.

Em gái song sinh của Ram làm hầu gái tại dinh thự của Roswaal, có mái tóc màu xanh da trời và mang dòng máu oni (quỷ). Cô có một sừng, thứ đem lại sức mạnh. Là người làm việc tại dinh thự, khả năng nấu ăn của Rem tốt hơn chị mình. Lúc đầu cô nghi ngờ Subaru vì cậu có mùi của phù thủy nên đã giết cậu 2 lần. Sau khi Subaru cứu Rem, cô dành tình cảm sâu đậm cho cậu, trở thành một trong những người đồng đội trung thành nhất. Ngay cả khi anh từ chối cô vì anh yêu Emilia, cô vẫn trở thành một trong những tín đồ trung thành nhất của anh. Khi Rem bị tấn công bởi hội Bishop of Gluttony (Giám mục của sự phàm ăn), tất cả dấu hiệu về sự tồn tại của cô đều bị xóa và chỉ mình Subaru nhớ cô. Một phần đặc biệt trong Arc 3 của cuốn tiểu thuyết, cho biết chuyện gì sẽ xảy ra nếu Subaru và Rem quyết định chạy trốn khỏi mọi thứ; họ sống hạnh phúc mãi về sau và có 2 đứa con, tất nhiên, đó chỉ là những tưởng tượng từ Rem.
Nhân vật này đã trở nên nổi tiếng với những người hâm mộ sê-ri, dẫn đến việc chiếc gối ôm có hình nhân vật này bị trì hoãn do nhu cầu không lường trước được. Cô cũng là nhân vật nữ xếp thứ tám trong cuộc bình chọn nhân vật hàng tháng của Newtype số tháng 8, và xếp thứ năm trong số tháng 9, trước khi vươn lên vị trí đầu tiên trong số tháng 10. Thứ hạng của cô bắt đầu tụt dốc sau đó, tụt xuống vị trí thứ ba rồi đến vị trí thứ bảy trong số báo tháng 11 và tháng 12. Cô đã giành được giải thưởng Nhân vật xuất sắc nhất (Nữ) trong Giải thưởng Anime Newtype 2015–2016, cũng như vị trí đầu tiên trong danh sách "nhân vật 2D được yêu thích nhất" dựa trên cuộc thăm dò của Người dùng Otamart.
Nhân vật đã giành được giải Cô gái xuất sắc nhất trong The Anime Awards 2016
- Ram (ラム Ramu?)
Lồng tiếng bởi: Murakawa Rie.

Chị gái song sinh của Rem làm hầu gái tại dinh thự của Roswaal, có mái tóc hồng và cũng mang dòng máu oni (quỷ). Cùng với em mình, cô thường mỉa mai, chế giễu Subaru. Ram luôn gọi Subaru là "Barusu" và hiếm khi tôn trọng ạnh. Mặc dù cả hai không được phép sống khi được sinh ra vì trong bộ tộc quỷ, song sinh là điều tối kỵ, nhưng họ vẫn được giữ lại vì lúc nhỏ Ram là một thiên tài. Cô mất đi sức mạnh vì khi ngôi làng bị Giáo phái Phù thủy tấn công, sừng của cô bị cắt. Ram có tính cách lạnh lùng hơn nhiều so với Rem, quyết đoán hơn, mạnh mẽ hơn, nhưng luôn luôn yêu thương em gái mình. Ram làm công việc dọn dẹp và giặt quần áo trong biệt thự. Ngoài phép thuật, Ram chỉ hơn Rem ở khoản dọn dẹp, trong khi Rem lại vượt trội hơn Ram ở hầu hết các nhiệm vụ khác, trái ngược với việc Rem không ngừng khen ngợi Ram. Kể từ khi mất đi chiếc sừng, cơ thể cô trở nên rất yếu ớt với sức chịu đựng và sức mạnh phép thuật thấp. Nó cho thấy rằng chủ nhân Roswaal đã giúp chữa lành vết thương cho cô ấy hàng ngày. Ram có tình cảm và mối quan hệ đặc biệt với ông chủ của mình, Roswaal.
- Beatrice (ベアトリス Beatorisu?)
Lồng tiếng bởi: Arai Satomi.

Một tinh linh, đã ký kết với Roswaal để bảo vệ những quyển sách phép thuật cổ trong thư viện của ông. Cô có khả năng biến bất cứ phòng nào trong khu dinh thự thành thư viện nếu muốn. Mặc dù hành động và lời nói có phần lạnh lùng và chế giễu về phía Subaru, bên cạnh tính cách lạnh lùng bề nổi, bản chất Beatrice là một cô gái có phần yếu đuối, tốt bụng với mọi người. Cô có xu hướng thêm hậu tố trong nhiều câu của mình là "Tôi cho là vậy", và có tình cảm sâu sắc với Puck. Bất chấp hành vi lạnh lùng và chửi bới Subaru, xuất phát từ khả năng dễ dàng đoán được vị trí của cô và xu hướng xông vào thư viện mà không hỏi, Beatrice không thể chịu đựng được nếu mọi người bị tổn thương trước mặt cô và trở thành một trong những người mà Subaru có thể tin tưởng. Trong arc 4 của web novel, cô được tiết lộ là một linh hồn nhân tạo và ở phần cuối đã lập giao ước với Subaru. Tuổi thật của cô khoảng 400!!!
- Roswaal L. Mathers (ロズワール・L・メイザース Rozuwāru L Meizāsu?)
Lồng tiếng bởi: Koyasu Takehito.

Một Margrave - bá tước và pháp sư Hoàng gia hỗ trợ cho sự tham gia của Emilia cho ngai vàng. Bề ngoài của ông khiến lần đầu gặp nhau, Subaru nhầm lẫn với một chú hề. Ông ta có ảnh hưởng cá nhân rất lớn và cũng là một trong những pháp sư mạnh nhất Lugunica. Được tiết lộ rằng lý do ông hỗ trợ Emilia là để giết con Rồng. Là một con người nguy hiểm về hành động và suy nghĩ. Cuối cùng, người ta tiết lộ rằng ông ta thực sự già hơn rất nhiều so với vẻ ngoài của mình, đã chiếm hữu cơ thể của con cháu mình với hy vọng sống đủ lâu để hồi sinh Echidna, chủ nhân và tình yêu của đời ông.
Frederica Baumann (フレデリカ・バウマン, Furederica Bauman)
Lồng tiếng bởi: Kaori Nazuka
Một hầu gái bán nhân làm việc trong một biệt thự khác thuộc về họ hàng của Roswaal, Nhà Miload. Cô xuất hiện với tư cách khách mời trong tập 11. Cô quay trở lại dinh thự Roswaal vào đầu arc 4 để thay thế Rem đã bị xóa (cô không tồn tại và bị mọi người lãng quên trong dòng thời gian sống lại của Subaru). Cô rời khỏi Thánh địa mười năm trước các sự kiện ở arc 4, để tìm nơi trú ẩn an toàn cho các công dân của Thánh địa nếu và khi hàng rào xung quanh Thánh địa được dỡ bỏ.
Garfiel Tinsel (ガーフィール・ティンゼル, Gaafiiru Tinzeru)
Lồng tiếng bởi: Nobuhiko Okamoto
Garfiel Tinsel là một bán nhân bảo vệ Thánh địa và là em trai cùng cha khác mẹ của Frederica Baumann. Anh đóng vai trò là nhân vật phản diện phụ trong nửa đầu của Arc 4, nhưng sau đó gia nhập cùng nhóm Emilia sau thất bại dưới tay Subaru và vượt qua quá khứ của mình.
Patrasche (パトラッシュ, Patorasshe)
Lồng tiếng bởi: Kouichi Souma
Con Rồng đất đen cái của Subaru mà cậu nhận được như một món quà từ Crusch. Nó thuộc giống Diana được biết đến với tính khí hung dữ và niềm kiêu hãnh mạnh mẽ. Tuy nhiên, điều đáng ngạc nhiên là nó lại khá thích Subaru, đôi khi theo cách của một người mẹ.
Otto Suwen (オットー・スーウェン, Ottō Sūwen)
Lồng tiếng bởi: Kōhei Amasaki
Một thương gia du lịch Subaru gặp ở Arc 3 trên đường đến lãnh thổ của Roswaal, người đang say rượu và gặp vận rủi. Mặc dù anh có thể hơi lém lỉnh và hèn nhát nhưng nhìn chung anh là một người có ý nghĩa tốt và rất trung thành với những người có được tình bạn của mình. Trong light novel, anh nói rằng trong số tất cả các ứng cử viên, Otto ủng hộ Emilia nhiều nhất vì giống như cô, anh ấy quen với việc bị hiểu lầm và đối xử tệ bạc vì khác biệt chủng tộc. Anh ta có một phước lành cho phép mình giao tiếp với bất kỳ động vật, thực vật hoặc sinh vật nào trên thế giới. Thật không may, điều này có xu hướng khiến mọi người lo lắng và khiến anh ta trở nên mờ ám và nham hiểm khi nó được sử dụng. Anh gia nhập nhóm của Emilia ở Arc 4 và giúp đánh bại Garfiel.
Petra Leyte (ペトラ・レイテ, Petora Reite)
Lồng tiếng bởi: Marika Kouno
Một trong những đứa trẻ trong làng mà Subaru kết bạn, người dự định một ngày nào đó sẽ trở thành thợ may ở thủ đô. Cô nảy sinh tình cảm với anh sau khi anh cứu cô và ngôi làng hai lần, và quyết định làm hầu gái giúp việc trong biệt thự của Roswaal để giúp Rem trở thành thành viên chính thức ở Arc thứ 4.

### Các ứng cử viên quốc vương tiếp theo
- Felt (フェルト Feruto?)
Lồng tiếng bởi: Akasaki Chinatsu.

Một cô bé 15 tuổi làm kẻ trộm, lớn lên trong một ngôi làng nghèo. Lúc đầu cô đã lấy cắp huy chương của Emilia để bán nó cho người đặt giá cao nhất. Sau đó, huy chương của Emilia phản ứng với cô, biến Felt thành một ứng cử viên sáng giá cho ngai vàng.Do quá trình nuôi dạy khó khăn của mình, Felt ủng hộ chủ nghĩa vô trị nhằm phá hủy hệ thống hiện tại. Phần sau bộ truyện tiết lộ rằng cô có thể là một công chúa bị bắt cóc lúc nhỏ bởi vì bề ngoài của cô giống với một gia đình hoàng gia, nhưng không có bằng chứng để xác thực việc này. Sau đó ở arc 6 được tiết lộ rằng Felt không phải là tên thật của cô ấy.
- Priscilla Barielle (プリシラ・バーリエル Purishira Bārieru?)
Lồng tiếng bởi: Tamura Yukari[1].

Một trong những ứng cử viên cho cuộc bầu cử hoàng gia, đàn ông bị hớp hồn bởi vẻ đẹp của cô. Cô có tính cách tự cho mình là trung tâm, vì thế giới luôn chiều theo ý cô. Priscilla có một tính cách quá coi trọng bản thân và ủng hộ chủ nghĩa toàn trị, nơi mọi người phải đối xử với cô bằng thần thánh, vì thế giới đã ủng hộ cô ấy đến mức nào. Dù mới 19 tuổi nhưng Priscilla đã có tới 8 người chồng đều chết “bí ẩn”; mặc dù vậy, những vùng đất mà cô có được vẫn phát triển thịnh vượng nhờ sự may mắn gần như siêu nhiên của cô.
- Anastasia Hoshin (アナスタシア・ホーシン Anasutashia Hōshin?)
Lồng tiếng bởi: Ueda Kana[1].

Một trong những ứng cử viên cho cuộc bầu cử hoàng gia, nói giọng "Kansai". Anastasia thích việc mọi người đều được hưởng lợi. Dù có tính tham lam, cô cũng là một người đầy tình cảm. Cô ấy là người đứng đầu 22 tuổi của Công ty Thương mại Hoshin nổi tiếng và được coi là người thứ hai sau người sáng lập công ty "Hoshin of the Wilderness" vì thành công gần như chưa từng có trong kinh doanh, điều mà cô hy vọng sẽ sử dụng cho Lugunica thông qua chủ nghĩa tư bản. Cô đến từ Kararagi, nằm ở phía tây Lugunica và có một đại đội lính đánh thuê cá nhân được gọi là "Iron Fang".
- Crusch Karsten (クルシュ・カルステン Kurushu Karusuten?)
Lồng tiếng bởi: Iguchi Yuka[1].

Một người phụ nữ 20 tuổi và là một trong những ứng cử viên cho cuộc bầu cử hoàng gia. Mặc cho tuổi còn trẻ cô đã trở thành trụ cột của dòng họ Karsten. Cô có niềm kiêu hãnh của một chiến binh nhưng cũng có tính cách nghiêm túc. Cô cũng đồng hành với Subaru đi giết Cá voi trắng (Ma thú khổng lồ do phù thủy "phàm ăn" tạo ra). Cô có sức mạnh "sự bảo hộ của gió" dùng khi đàm phán. Khi dùng sức mạnh này, cô có khả năng phát hiện ra người đàm phán với mình có nói dối hay không. Nếu nói dối, bên cạnh người đó sẽ nổi lên 1 làn gió mà chỉ có cô nhìn thấy, còn nếu nói thật thì không có gì. Lý tưởng của Crusch là chế độ nhân tài, và giải phóng đất nước khỏi sự phụ thuộc nặng nề kéo dài hàng thế kỷ vào sự hướng dẫn của Rồng mà cô tin rằng đã khiến Lugunica rơi vào tình trạng trì trệ và tước bỏ ý chí cai trị đất nước mà không có nó.

### Kỵ sĩ của các ứng cử viên
- Reinhard van Astrea (ラインハルト・ヴァン・アストレア Rainharuto van Asutorea?)
Lồng tiếng bởi: Nakamura Yuuichi.

Kỵ sĩ hoàng gia giữ danh hiệu "Sword Saint" (Thánh Kiếm), dễ dàng trở thành bạn với Subaru. Anh có một sức mạnh khổng lồ trong chiến đấu. Reinhard mạnh hơn tất cả người tiền nhiệm của anh. Sau khi biết huy chương của Emilia phản ứng với Felt, anh trở thành kỵ sĩ của Felt trong cuộc bầu cử. Anh, con rồng, và Satella là ba nhân vật mạnh nhất trong thế giới của loạt truyện này.
- Felix Argyle (フェリックス・アーガイル Ferikkusu Āgairu?)
Lồng tiếng bởi: Horie Yui[1].

Kỵ sĩ của Crusch và là thành viên của Đội cận vệ Hoàng gia, người có kỹ năng về Phép thuật Nước, bao gồm cả việc chữa bệnh và từ chối sử dụng kiếm. Mặc dù có tính cách giống phụ nữ và ngoại hình giống như chú mèo, Felix lại là trai. Anh ta thường nói ở ngôi thứ ba, sử dụng đại từ nữ tính cho chính mình; mặc dù vậy,  đã tuyên bố rằng mình "có thể xác và tâm hồn, tôi là một người đàn ông". Là con lai của "Người thú", Ferris bị nhốt khi mới sinh ra và sau đó được chính Crusch giải cứu. Tác giả của Re:Zero đã tuyên bố trong một bài trả lời trên Twitter rằng hành vi "女の子っぽい" [giống con gái] của Ferris là kết quả của lời hứa của anh và Crusch mà họ đã hứa từ lâu.
- Julius Euclius (ユリウス・ユークリウス Yuriusu Yūkuriusu?)
Lồng tiếng bởi: Eguchi Takuya[1].

Kỵ sĩ của Anastasia. thành viên của Đội cận vệ Hoàng gia và là một loại người sử dụng Tinh linh thuật được biết đến với cái tên "Hiệp sĩ tinh linh". Anh ta có một khía cạnh nghiêm khắc đối với giới quý tộc, khiến anh phải đặt những người không được tôn trọng vào vị trí của họ. Vì vậy, có vẻ như ban đầu Julius coi thường Subaru, coi anh không xứng đáng được gọi là kỵ sĩ. Nhưng sau khi Subaru nhận ra lỗi lầm của chính mình và chiến công thành công trong việc chinh phục Cá voi trắng (một con quái vật vĩ đại mà nhiều hiệp sĩ tìm cách giết), Julius lộ bộ mặt thật của mình và sau đó trải qua nhiều sự kiện, mối quan hệ của hai người trở nên tốt hơn rất nhiều, anh trở thành một trong những đồng minh và bạn bè đáng tin cậy của Subaru. Julius được ký hợp đồng với sáu Chuẩn tinh linh; mỗi đại diện cho một nguyên tố là "Ia" (Lửa), "Kua" (Nước), "Aro" (Gió), "Ik" (Đất), "In" (Ánh sáng) và "Nes" (Bóng tối). Anh bị Subaru ghét do 1 lần hôn vào tay của Emilia, người mà Subaru yêu.
- Wilhelm van Astrea (ヴィルヘルム・ヴァン・アストレア Viruherumu van Asutorea?)

Lồng tiếng bởi: Horiuchi Kenyuu, Ishikawa Kaito (trẻ).
Ông của Reinhard và là quản gia của Crusch, là một thành viên đã nghỉ hưu của đội cận vệ hoàng gia, được biết đến là một trong những kiếm sĩ giỏi nhất Lugunica. Ông có thể nhìn vào mắt Subaru và nói rằng anh đã trải nghiệm cái chết khá nhiều lần. Ông có thù oán với Cá Voi Trắng vì những việc đã xảy ra với vợ ông, Theresia van Astrea. Câu chuyện về lần đầu Wilhelm gặp Theresia đã được kể trong phần spin-off của light novel.

### Đồng minh của các ứng cử viên
- Ông già Rom (ロム爺 (Romu Gia) Romu-ji?)
Lồng tiếng bởi: Mugihito

Người trông nom lâu năm của Felt, giống như ông ruột đối với cô. Ông ta là chủ một quán rượu và một nhà kho chứa hàng hóa bị đánh cắp. Rom sinh ra và lớn lên là nô lệ của một quý tộc nhưng được Libre cứu, và từ đó nuôi dưỡng lòng căm thù con người. Ông là một trong ba chỉ huy của Liên minh Á nhân trong Chiến tranh Á nhân, giữ chức vụ tham mưu trưởng. Ông ta chiến đấu chống lại Wilhelm và Bordeaux tại lâu đài Lugnica và thua cuộc. Sau đó, ông ta bị lạc dưới lòng đất và tìm cách sống sót, sau đó trở thành chủ sở hữu của Kho hàng bị đánh cắp.
- Aldebaran (アルデバラン Arudebaran?), thường gọi là Al (アル Aru?)
Lồng tiếng bởi: Fujiwara Keiji[1] (Mùa 1), Seki Tomokazu (Mùa 2).

Kỵ sĩ của Priscilla, được biết đến với tên gọi tắt là Al. Giống như Subaru, anh là người thường được triệu hồi từ thế giới khác 18 năm trước. Anh khoảng tầm 40 tuổi. Trước khi được Priscilla gia nhập, anh từng làm đấu sĩ ở Đế chế Vollachia nằm ở phía nam Lugunica và trở thành kẻ lang thang một thời gian. Al đội mặt nạ bảo hiểm để che đi khuôn mặt đầy sẹo và biến dạng của mình. Người ta gợi ý rằng anh có thể có một số lịch sử nào đó với Ram.

#### Phe của Anastasia
Ricardo Welkin (リカード・ウェルキン, Rikādo Werukin)
Lồng tiếng bởi: Kenji Nomura
Một trong những người theo Anastasia và là Đội trưởng vui tính của nhóm lính đánh thuê Iron Fang. Anh là một con kobold to lớn với thân hình vạm vỡ và được bao phủ bởi bộ lông ngắn màu nâu trên cơ thể với chiếc bờm thuôn dài màu nâu sẫm mà mình tô điểm như một người Mohican. Ricardo thường là người thoải mái và hướng ngoại, và anh nói với giọng lớn như tiếng gió lớn thổi qua. Với tư cách là đội trưởng của Iron Fang, anh thường xoa dịu đồng đội của mình ngay trước khi chiến đấu, chẳng hạn như pha trò để khiến người khác cười. Giống như Anastasia, Ricardo nói bằng phương ngữ Kansai. Ricardo trước đây là một nô lệ cho đến khi anh gặp Anastasia và cô cam kết rằng một ngày nào đó cô sẽ cởi bỏ chiếc vòng cổ của anh, chiếc vòng cổ được để lại như một lời nhắc nhở về con người anh trước đây. Ricardo sẽ nhớ lời cam kết của cô kể từ thời điểm đó.
Mimi Pearlbaton (ミミ・パールバトン, Mimi Pārubaton)
Lồng tiếng bởi: Yukiyo Fujii
Một trong những người theo Anastasia và là một trong những đội phó của nhóm lính đánh thuê Iron Fang. Cô ấy là con cả trong gia đình sinh ba. Hai anh em bị cha mẹ bỏ rơi và được Anastasia và Ricardo, những người họ chung sống kể từ đó, nhận về nuôi. Mimi có tính cách tươi sáng và lạc quan với ý định thẳng thắn. Cô ấy thường hành động như một đứa trẻ, thường gây rắc rối cho hai anh em Hetaro và Tivey. Cô coi các thành viên khác của Iron Fang là gia đình và yêu thương họ, coi Ricardo như cha của họ, mặc dù đó là cách yêu thương người khác độc đáo của riêng cô nên nó có xu hướng gây ra nhiều vấn đề, đặc biệt là cho các anh trai cô.
Hetaro Pearlbaton (ヘータロー・パールバトン, Hētarō Pārubaton)
Lồng tiếng bởi: Megumi Han
Một trong những người theo Anastasia và là một trong những đội trưởng của nhóm lính đánh thuê Iron Fang. Anh là người lớn tuổi thứ hai trong bộ ba và là người chịu trách nhiệm. Hai anh em bị cha mẹ bỏ rơi và được Anastasia và Ricardo, những người họ chung sống kể từ đó, nhận về nuôi. Hetaro có tính cách thận trọng hơn, điều này xuất phát từ kinh nghiệm chăm sóc em gái của mình. Vì là một siscon, anh thường có xu hướng để em gái mình làm bất cứ điều gì cô ấy muốn, khiến cô phát triển thành tính cách hiện tại, vì điều này mà anh rất chú ý và nhạy cảm với những thay đổi trong tâm trạng. Mặc dù vậy, anh cũng có quan hệ tốt với em trai mình là Tivey, người luôn lắng nghe những gì anh nói. Do thói quen xông thẳng vào trận chiến của Ricardo nên anh gần như là chỉ huy của Iron Fang khi tham chiến.
Tivey Pearlbaton (ティビー・パールバトン, Tibī Pārubaton)
Lồng tiếng bởi: Hiroki Shimowada
Một trong những người theo Anastasia và là thủ quỹ của nhóm lính đánh thuê Iron Fang. Là con út trong gia đình sinh ba, anh đeo một chiếc kính một mắt trên mắt trái. Hai anh em bị cha mẹ bỏ rơi và được Anastasia và Ricardo, những người họ chung sống kể từ đó, nhận về nuôi. Trái ngược với tình yêu ngoài trời của họ, anh ấy thích ở trong nhà và học hỏi kiến thức, chẳng hạn như đọc sách trong góc, mặc dù sau đó vẫn bị Mimi làm phiền. Anh ta phụ trách các nhiệm vụ văn thư của Iron Fang, anh xuất sắc đến mức người ta nói rằng nhóm lính đánh thuê sẽ không hoạt động bình thường nếu không có anh ta. Vì điều này, đôi khi anh ấy giúp đỡ Anastasia trong công việc kinh doanh của cô, tuy nhiên anh từ chối lời đề nghị của cô để anh ấy chuyển đến công ty của cô ấy vĩnh viễn.

### Phù thủy tội lỗi
Satella (サテラ, Satera)
Lồng tiếng bởi: Rie Takahashi
Cô là Phù thủy đố kỵ và là nhân vật được tôn thờ chính của Giáo phái Phù thủy. Cô được cho là người chịu trách nhiệm đưa Subaru đến thế giới song song và mang lại khả năng "Trở về từ cõi chết" của anh. 400 năm trước, Satella đã hấp thụ Gen phù thủy đố kỵ mà cô không có khả năng tương thích, dẫn đến việc tạo ra nhân cách Phù thủy đố kỵ của cô, sau đó mất kiểm soát và giết chết sáu Phù thủy tội lỗi khác, đồng thời gần như hủy diệt thế giới. Bất chấp nỗ lực của nhiều người, bao gồm cả Rồng, Thánh kiếm đầu tiên và Hiền nhân, Satella không thể bị giết và thay vào đó bị phong ấn trong một ngôi đền ở Grand Cascade hiện đang được Hiền nhân trông coi. Nổi tiếng là một cô gái nửa yêu tinh có mái tóc bạc, những hành động trong quá khứ của Satella đã dẫn đến thành kiến và phân biệt đối xử nghiêm trọng đối với những người lai, đặc biệt là những người nửa yêu tinh như Emilia, do Emilia rất giống Satella.
Echidna (エキドナ, Ekidona)
Lồng tiếng bởi: Maaya Sakamoto
Cô ấy là Phù thủy tham lam. Cô là một trong những nhân vật chính trong Arc thứ tư của bộ truyện. Sự tò mò của Echidna đối với những điều chưa biết và khao khát kiến thức là hai điều quyết định hành vi của cô. Cô gọi nó là tình yêu, và hiện hướng những cảm xúc đó tới "Sự trở về từ cõi chết" của Subaru, điều mà cô quan tâm đến mức mong muốn trở thành cố vấn của anh để ghi lại nhiều khả năng được tạo ra từ khả năng của anh. Được mô tả là có trái tim đen tối, cô ấy không thể hiểu được cảm xúc của người khác và có thể bị coi là một kẻ sát nhân theo tiêu chuẩn thông thường. Nếu cô muốn có thêm kiến thức, cô ấy sẽ không gặp vấn đề gì khi sử dụng lối ngụy biện, nói dối và lừa dối người khác. Tuy nhiên, cô chỉ có ác ý với ba người trên thế giới: Satella, Emilia và một người khác.
Minerva (ミネルヴァ, Mineruva)
Lồng tiếng bởi: Mikako Komatsu
Cô ấy là Phù thủy Phẫn nộ. Cô ấy là một trong những nhân vật chính trong arc thứ tư của bộ truyện. Minerva không thích xung đột vì cô luôn than thở về điều đó khi chữa bệnh cho mọi người. Cô cũng chỉ quan tâm đến những gì ở trước mặt mình, nói rằng mình không quan tâm đến những gì không thể nhìn thấy, chẳng hạn như tác dụng phụ của khả năng của mình, mặc dù cô sẽ ngay lập tức giải quyết nó khi vấn đề hiện tại của mình được giải quyết miễn là có người bị thương. Cô ấy được coi là tự hào về công việc của mình. Trong quá khứ, mọi người xung quanh Minerva thường xuyên gây gổ, khiến cô phải khóc. Cuối cùng, cô nhận ra rằng khóc chẳng giải quyết được gì và quyết định rèn luyện bản thân để có đủ sức mạnh ngăn cản việc đánh nhau, mặc dù điều đó vẫn không thay đổi được gì. Khi chiến đấu, cô hiểu rằng mình khóc vì giận dữ chứ không phải đau buồn, khiến cô bắt đầu đấm người, khiến vết thương của họ được chữa lành. Kể từ thời điểm đó, cô đi khắp thế giới để chữa bệnh cho mọi người ở bất cứ nơi nào cô thấy có người cần giúp đỡ.
Carmilla (カーミラ, Kāmira)
Lồng tiếng bởi: Manaka Iwami
Cô ấy là Phù thủy Sắc dục. Cô ấy là một trong những nhân vật chính trong arc thứ tư của bộ truyện. Carmilla có sự tự tin cực kỳ thấp, có ánh mắt u ám và nhìn chung cư xử rất rụt rè. Cô có xu hướng nói lắp và thắc mắc về lời nói của chính mình, thường xuyên hơn là không làm như vậy khiến người khác khó chịu. Cô nói chuyện rất lịch sự, cố gắng không gây ra bất kỳ sự bất đồng hay phản đối nào. Đôi khi, cô thể hiện khía cạnh khá phục tùng của mình khi đối phó với các Phù thủy Đại tội, như khi cô không gặp vấn đề gì khi tham gia vào kế hoạch của Echidna để dụ Subaru vào lâu đài trong mơ của cô, mặc dù biết rằng nó sẽ có kết cục tồi tệ. Do tính cách nhút nhát và kém tự tin, cô thường né tránh những ánh nhìn nghiêm khắc, thường cầu xin mọi người đừng đánh mình hoặc thực hiện bất kỳ hình thức bạo lực nào đối với cô, điều này có thể xuất phát từ những trải nghiệm tồi tệ trong quá khứ của cô với người khác. Trong quá khứ, Carmilla là nguyên nhân khiến ngôi làng của cô, thành phố lân cận và thậm chí cả đất nước mà cô sinh sống đều chìm trong ngọn lửa chiến tranh. Mọi người đều mong muốn và yêu thương cô nhưng cô không mong muốn điều đó, vì vậy cô bỏ lại tất cả và mọi người để tìm kiếm tình yêu mà cô đã đánh mất. Cách đây rất lâu, Carmilla là một cô gái bình thường được người dân trong làng yêu mến, thậm chí còn có chồng sắp cưới. Tuy nhiên, một ngày nọ, một người đàn ông quyền lực đến và khao khát cô. Tức giận trước hành động của người đàn ông, dân làng đã đứng lên thách thức và chiến đấu chống lại hắn ta, cuối cùng thiêu rụi hắn ta cùng với biệt thự của hắn. Các thành phố và làng mạc xung quanh họ bắt đầu coi họ là nguy hiểm, khiến giao tranh lan rộng, và chẳng bao lâu sau, lực lượng của họ đã lật đổ các quốc gia, đồng thời tuyên bố rằng đó là vì lợi ích của cô. Carmilla bắt đầu được coi là một tiên nữ trên trời, tuy nhiên cô không mong muốn điều đó và thấy rằng họ đang bị chính những tưởng tượng của mình đánh lừa và bị lý tưởng của mình thao túng. Sau khi họ lật đổ một đất nước rộng lớn, chồng chưa cưới của cô đã cầu hôn cô trên đỉnh lâu đài, mặc dù cô phớt lờ anh ta và bỏ lại mọi thứ, tuyệt vọng rằng những gì cô mong muốn ban đầu không còn tồn tại.
Daphne (ダフネ, Dafune)
Lồng tiếng bởi: Nao Tōyama
Cô ấy là Phù thủy háu ăn. Là Phù thủy háu ăn, lý do sống của Daphne là để cảm thấy no, khiến cô quan tâm đến số lượng hơn là mùi vị. Người ta cũng thấy cô liên tục nôn ra thức ăn và ăn lại, mặc dù cô dường như chỉ thực hiện những hành động như vậy khi không còn thức ăn nữa. Nếu lựa chọn đó không thành công, cô ấy sẽ dùng đến việc ăn những đồ vật mà cô ấy có thể nhai, như thảm, rèm cửa, quần áo, v.v. Trong nỗ lực cố gắng thoát khỏi cơn đói không bao giờ kết thúc, cô ấy đã tạo ra các Ma thú (như Cá voi trắng) nhưng ngay sau đó đã mất quyền kiểm soát chúng và vô tình thả chúng vào thế giới. Bất chấp mối đe dọa từ Ma thú hiện tại, chúng được tạo ra với tư duy tích cực – để cứu thế giới khỏi nạn đói. Quan điểm của cô về cơn đói thật kỳ lạ và kỳ quặc, nói rằng những người cố gắng ăn thịt người khác nên cảnh giác với việc bị ăn thịt chính mình, do đó cô không thể hiểu được những lập luận phản bác của Subaru đối với lý thuyết của mình. Cách đây rất lâu, có một người đàn ông mắc một căn bệnh nan y, và vì sợ chết nên hắn bắt đầu sử dụng nhiều phương pháp khác nhau để cố gắng kéo dài sự sống. Daphne là một trong số nhiều người mà hắn sử dụng trong các thí nghiệm của mình và cuối cùng đã thành công trong việc đạt được mục tiêu của mình bằng cách sử dụng cơ thể của cô. Trong niềm vui sướng của mình, hắn ta đã cởi trói cho cô, và khi cô tỉnh lại, cô thấy mình cô đơn trong lâu đài của người đàn ông, chịu đựng cơn đói. Để thỏa mãn cơn đói của mình, cô bắt đầu ăn mọi thứ trong lâu đài, bao gồm cả những thứ như ngai vàng và những tấm thảm, đồng thời ăn những thứ cô nôn ra khi cần thiết. Vì là bất tử nên cô không thể chết, tuy nhiên cô có cảm giác như mình sắp chết vì đói. Cuối cùng, bằng cách nào đó, cô bắt đầu tạo ra Quái thú trong lâu đài, thứ mà lúc đó cô ấy coi là ảo ảnh và bắt đầu sử dụng chúng làm nguồn thức ăn. Sau một thời gian, dây trói của cô bị đứt do cuộc chiến giữa cô và lũ ma thú, cho phép cô rời khỏi lâu đài.
Typhon (テュフォン, Tyufon)
Lồng tiếng bởi: Misaki Kuno
Cô ấy là Phù thủy kiêu ngạo. Typhon hành động thực sự giống trẻ con, điều này phản ánh đúng tuổi thật của cô, thường làm mọi việc một cách bốc đồng, không đọc đúng tâm trạng và hiếm khi lắng nghe người khác. Cô gặp khó khăn trong việc hiểu những chủ đề triết học nặng nề hơn, như khi cô không hiểu quan điểm của Subaru về người "tốt" và "xấu". Những câu trả lời của cô đôi khi có xu hướng trẻ hơn mong đợi đối với một đứa trẻ 10 tuổi. Cô ấy tỏ ra rất quan tâm đến "tội lỗi" của mọi người, thường xuyên bỏ qua các chủ đề và toàn bộ cuộc trò chuyện (thường quan trọng) để tìm hiểu xem một người có phải là "kẻ ác" hay không. Cô ấy tỏ ra ít hoặc không có lòng trắc ẩn đối với những người mà mình coi là kẻ ác, tuy nhiên, cô ấy cảm thấy lo lắng cho những người không phải là kẻ ác nhưng có lương tâm tội lỗi, mặc dù cô hoàn toàn có khả năng giết họ. Cô được cho là đã phán xét tội phạm bằng sự ngây thơ và tàn nhẫn của một đứa trẻ, xuất phát từ quá khứ chứng kiến cha mình hành quyết người khác, để tìm ra câu trả lời về khái niệm thiện và ác. Điều này sau đó dẫn đến việc cô giết chết chính cha mình, cùng với những thành viên khác trong làng. Quan điểm của cô về thế giới được mô tả là dễ dãi và kỳ quái, hoàn toàn khác với những gì bạn mong đợi ở một cô bé 10 tuổi. Khi Typhon còn là một cô gái trẻ, cô gặp rắc rối với khái niệm thiện và ác, và có xu hướng chứng kiến cha mình hành quyết mọi người như một phần công việc của ông để tìm ra câu trả lời. Một ngày nọ, cô làm vỡ cốc rượu của ông, khiến cô phải thú nhận hành vi của mình với ông trong khi sợ bị xử tử, mặc dù may mắn thay ông đã chấp nhận lời xin lỗi của cô, khiến cô tin rằng thước đo tội lỗi của một người nằm trong chính trái tim họ. Kể từ đó, Typhon bắt đầu hỏi mọi người xem họ có phải là tội nhân hay không và đưa ra hình phạt cho những người có tội.
Sekhmet (セクメト, Sekumeto)
Lồng tiếng bởi: Mai Nakahara
Cô ấy là Phù thủy lười biếng. Đúng với vị trí của mình là Phù thủy Lười biếng, tính cách của Sekhmet có thể tóm tắt trong một từ, lười biếng, điều này cũng có thể được nhìn thấy qua vẻ ngoài của cô. Cô ấy cũng lười biếng đến mức cảm thấy việc thở dù chỉ một lần cũng trở nên khó khăn và tạo ra bầu không khí u ám. Trước khi cô được sinh ra, gia tộc của Sekhmet đã mong đợi nhiều điều từ cô, mong muốn mang người sáng lập của họ được gọi là Chúa trở lại. Tuy nhiên, sau khi cô được sinh ra, cô đã làm họ thất vọng, khiến họ coi thường cô và bỏ rơi cô như một hình phạt. Nhiều năm sau, nghe tin có một cô gái hoang dã trên núi, người ta đến bắt cô, đưa về thành. Khi ở đó, cô đã có được kiến thức, cách sống và cảm xúc. Cuối cùng, lúc đó không hiểu rằng cảm giác của mình là lòng biết ơn và nghĩa vụ nên cô đã bẻ cổ những người đàn ông ở nơi mình ở rồi bỏ đi. Trở về quê hương, cô tiến hành giết cả gia tộc của mình mà lúc đó cô không hiểu rằng điều cô cảm thấy là hận thù và mong muốn trả thù. Sau đó, cô trở về ngôi nhà cũ của mình để chôn cất những người đàn ông mà cô đã giết một cách đàng hoàng, và khi ở một mình, cô cảm thấy yên tâm, điều đó khiến cô cảm thấy hạnh phúc. Hơn 400 năm trước, Sekhmet đã lái xe chở Volcanica đi qua Thác Lớn chỉ để cô ấy có thể nghỉ ngơi, sau đó xảy ra cuộc chiến giữa hai người với việc Sekhmet rơi khỏi Thác Lớn trong khi chiến đấu, dẫn đến cái chết của cô ấy.
Pandora (パンドラ, Pandora)
Lồng tiếng bởi: Rie Kugimiya
Pandora là Phù thủy tự phụ, đồng thời là nhân vật phản diện chính thực sự của bộ truyện, người có mối quan hệ bí ẩn với Giáo phái Phù thủy và xuất hiện xuyên suốt lịch sử với tư cách là động lực đằng sau một số sự kiện lớn trước khi bắt đầu bộ truyện. Phù thủy duy nhất vẫn tự do lang thang khắp thế giới sau khi Satella bị giam cầm, cô hành động trang nghiêm và duyên dáng, nhưng khi Geuse lấy được Sloth Gen, cô ấy là một kẻ điên và không hề bình tĩnh và điềm tĩnh chút nào. Cô né tránh những câu hỏi trực tiếp, trả lời bằng "vì lợi ích lớn hơn" và "sự hy sinh là cần thiết" khi cô mang phần còn lại của giáo phái để giải trí. Cô làm những gì mình muốn và kết thúc nó một cách độc đáo. Sự tồn tại của Pandora được coi là một bí mật, vì nói về cô là điều cấm kỵ đối với cả những thành viên ôn hòa và cấp tiến của Giáo phái Phù thủy. Pandora đã tấn công làng Elf 100 năm trước cùng với Regulus, đồng thời cũng đứng sau vụ tấn công Garkla 30 năm trước và trận chiến chinh phục Cá voi trắng thất bại 15 năm trước, nơi Theresia chết, và bằng cách nào đó đã biến cả cô và Kurgan thành con rối cho Giáo phái Phù thủy.
Hector (ヘクトール, Hekutōru)
Lồng tiếng bởi: Junichi Suwabe
Hector là Pháp sư u sầu. Người ta biết rất ít về anh và dường như ông hoàn toàn vắng bóng trong các ghi chép lịch sử. Hector dường như cũng có ý nghĩa nào đó trong quá khứ của Roswaal và Echidna, với việc Thánh địa dường như được tạo ra như một cách để trốn tránh anh ta.

## Nhân vật phản diện

### Giáo phái tôn sùng Phù thủy

#### Tổng giám mục tội lỗi
Petelgeuse Romanee-Conti (ペテルギウス・ロマネコンティ Peterugiusu Romanekonti)
Lồng tiếng bởi: Matsuoka Yoshitsugu.
Một trong những thủ lĩnh của hội tôn sùng phù thủy, người đại diện cho sự Lười biếng trong 7 tội lỗi. Anh từng là một người đúng đắn, nhưng đã hóa điên nhiều năm về trước. Trong arc 4, anh được tiết lộ là bạn thân của gia đình Emilia và dì Fortuna của cô. Khi "Phù thủy tự phụ" tấn công khu định cư của tộc Elf một trăm năm trước, anh ta đã hấp thụ các yếu tố phù thủy không ổn định của Sloth và vô tình giết chết Fortuna, điều này trở thành nguồn gốc của sự điên rồ và sự tận tâm của anh đối với Satella. Bản chất thực sự của anh là một linh hồn sở hữu cơ thể tương thích. Petelgeuse sử dụng Quyền năng Lười biếng, thể hiện một khả năng siêu nhiên được gọi là Bàn tay vô hình, những xúc tu giống như bóng vô hình cũng có khả năng di chuyển xuyên qua các vật thể. Anh ta thường đi cùng với một nhóm đặc biệt gồm mười người sùng bái được chọn lọc bằng tay được gọi là "Ngón tay", những người đóng vai trò là chỉ huy phụ và thân thể phụ tùng cho Petelgeuse, mỗi người chỉ huy một đơn vị gồm một số người sùng bái. Anh ta nhắm vào Subaru, cảm nhận được mối liên hệ sâu sắc của anh với Phù thủy đố kỵ. Cuối cùng anh ta bị Julius và Subaru đánh bại, và bị Subaru đè chết dưới bánh xe ngựa.
Regulus Corneas (レグルス・コルニアス, Regurusu Koruneasu)
Lồng tiếng bởi: Akira Ishida
Một trong những thủ lĩnh của Giáo phái Phù thủy, người đại diện cho tội lỗi Tham lam. Hơn 100 năm trước, Regulus từng sống cùng gia đình. Cha anh nghiện rượu nhưng cố gắng trở thành một người cha tốt, mẹ anh phàn nàn về thu nhập kém nhưng thỉnh thoảng xin lỗi về điều đó, và hai người anh trai đôi khi ác ý với anh nhưng vẫn chia cho anh phần ăn của họ nếu anh vô tình làm đổ. Tại một thời điểm nào đó trong quá khứ, Regulus đã lấy được Nhân tố Phù thủy Tham lam, giết chết cả gia đình anh, với ngôi làng và sau đó là tất cả mọi người ở các thành phố xung quanh. Anh đã phá vỡ tâm trí tình yêu thời thơ ấu của mình, tàn sát gia đình cô và ép cô cưới anh ta, từ đó khiến cô trở thành người vợ đầu tiên trong số nhiều người vợ của anh. Regulus là người nói nhiều và có xu hướng tự mô tả mình là người "không ích kỷ" mặc dù đại diện cho lòng tham. Anh ta thường xuyên nói đi nói lại về những lý thuyết hợp lý, mặc dù trên thực tế, anh áp đặt sự ích kỷ của mình lên người khác và cố gắng biện minh cho điều đó. Nếu đối thủ nói điều gì đi ngược lại quan điểm và niềm tin của mình, anh sẽ thấy họ có những lỗi vô lý, trở nên tức giận khi buộc tội họ “vi phạm quyền của mình”. Anh cực kỳ kiêu ngạo và coi mình như một "thần thánh" hay "sinh vật hoàn thiện nhất", điều này cản trở rất nhiều đến việc đánh giá của anh ta về mọi người, bất kể họ là kẻ thù hay đồng minh, đến mức anh ta sẽ coi thường Kiếm Thánh. Anh thường chỉ ra rằng mình không thích việc liên quan đến người khác một cách không cần thiết. Regulus sử dụng Quyền năng Tham lam, cho phép anh dừng thời gian của đồ vật để không thế lực bên ngoài nào có thể can thiệp vào chúng. Vì vậy, anh có thể tấn công bằng bất kỳ vật thể nào, kể cả không khí, biến nó thành một viên đạn không thể bị chặn bởi bất cứ thứ gì. Khả năng Lion Heart của anh ấy làm ngừng thời gian của trái tim mình, và khả năng Little King của anh liên kết trái tim mình với trái tim của vợ mình, loại bỏ giới hạn thời gian của Lion Heart, khiến Regulus hoàn toàn bất khả chiến bại và bất tử. Tính cách cuồng nhiệt và nóng nảy của anh thường dẫn đến những cuộc chiến không cần thiết, tuy nhiên nhờ vào Quyền lực tham lam cực kỳ mạnh mẽ của mình, anh ta luôn chiến thắng và không hề hấn gì. Do sống lâu với tư cách là Tổng giám mục Tội lỗi mà không bao giờ bị đe dọa tính mạng, anh trở nên ngây thơ và kiêu ngạo; anh tiết lộ bí mật của mình cho Subaru, người có thể kết nối tất cả các dấu chấm và làm sáng tỏ Quyền năng đáng gờm của anh ta, cho phép Reinhard ra đòn kết liễu. Trong những giây phút cuối cùng của mình, Regulus tiết lộ rằng anh ghét bị thương hại như thế nào, thậm chí còn nói rằng anh trở thành Tổng giám mục Tội lỗi chỉ để có thể bảo vệ bản thân và vương quốc của mình khỏi những người như vậy; bất cứ ai xúc phạm anh ta hoặc vợ anh ta sẽ bị giết, bất kể họ có quen biết anh ta hay không. Regulus chưa bao giờ nhận ra "tội lỗi" của mình, kể cả trong những khoảnh khắc trước khi chết. Quan điểm của anh về thế giới đã bị tha hóa và bóp méo từ đầu đến cuối.
Lye Batenkaitos (ライ・バテンカイトス, Rai Batenkaitos)
Lồng tiếng bởi: Kengo Kawanishi
Một trong những thủ lĩnh của Giáo phái Phù thủy, người đại diện cho khía cạnh tội Tham ăn. Lye tin rằng mọi thứ đều bắt nguồn từ kinh nghiệm, và người có được kiến thức tốt hơn là người làm phong phú cuộc sống của mình và thu phục mọi người, đồng thời nhận xét rằng kiến thức là sức mạnh và ký ức là sự ràng buộc, cuối cùng kết luận rằng điều này có nghĩa rằng hắn là người vĩ đại nhất. Vì vậy, hắn còn tự nhận mình là Tổng giám mục tội lỗi trí thức.

#### Người theo hầu
Ketty Muttart (ケティ・ムッタート, Keti Muttaato)
Lồng tiếng bởi: Hiroshi Yanaka
Một trong những thành viên của Giáo phái Phù thủy đóng giả là một thương gia. Ngoài ra, ông ấy còn là một trong những "Ngón tay" của Petelgeuse, những người được sinh ra với khả năng lập hợp đồng với các linh hồn và được cấy phép thuật đặc biệt vào cơ thể để giúp Petelgeuse tiếp quản chúng dễ dàng hơn khi cơ thể hiện tại của mình bị hư hỏng hoặc bị phá hủy. Petelgeuse đã lợi dụng ông ta trong một nỗ lực không thành công nhằm giết Wilhelm bằng cách tự hủy bằng một viên đá lửa được cấy vào cơ thể ông ta. Ông ta được nhìn thấy lần đầu tiên ở thị trấn Fleur, nơi anh ta giới thiệu Subaru với Otto.

### Nhóm sát thủ
Elsa Granhiert (エルザ・グランヒルテ Eruza Guranhirute)
Lồng tiếng bởi: Mamiko Noto
Một sát thủ/lính đánh thuê từ đất nước phía bắc Gusteko, cô có thể cảm nhận nỗi sợ hãi ở người khác. Cô là người đầu tiên giết Subaru và kích hoạt khả năng quay ngược thời gian của anh. Cô muốn có huy chương của Emilia vì (được thuê bởi Roswaal L. Mathers) lý do sẽ được giải thích trong arc 4. Lúc đầu, cô mua nó từ Felt và Rom, nhưng sau khi đàm phán thất bại, cô giết họ trong dòng thời gian thứ nhất và thứ hai. Cô được biết tới với thói quen giết 'con mồi' của mình bằng cách mổ bụng họ, vì thế biệt danh mà mọi người đặt cho cô là "Kẻ săn bụng". Ở dòng thời gian cuối cùng của sự kiện huy chương bị đánh cắp, cô bị đánh bại bởi Reinhard và rút lui, thề rằng sẽ đến tìm Subaru lần nữa. Phần sau bộ truyện tiết lộ người thuê cô chính là Roswall.
Meili Portroute (メィリィ・ポートルート, Meiri Pootoruuto)
Lồng tiếng bởi: Eri Suzuki
Một cô bé tóc xanh sống ở làng Irlam. Trên thực tế, cô là một sát thủ đến từ cùng tổ chức với Elsa, người có khả năng thuần hóa và điều khiển quái thú. Cô là kẻ chủ mưu đằng sau các sự kiện ở arc 2, và trở lại ở arc 4 cùng với Elsa và bị Garfiel Tinsel đánh bại và bắt làm tù nhân. Trong arc 6, Subaru và những người bạn của anh nhờ cô giúp đỡ vượt qua cồn cát Augria. Tại tòa tháp, Meili chịu trách nhiệm về cái chết của hai người Subaru, nhưng sau khi Subaru đọc cuốn sách về người chết của cô, anh đã cố gắng giúp đỡ cô, cuối cùng khiến cô gia nhập lại nhóm Emilia.

## Nhân vật khác
- Kadomon (カドモン?)
Lồng tiếng bởi: Miyake Kenta

Người bán hoa quả ở thủ đô hoàng gia. Kadomon là một người đô con, thường ngậm một cành cây trong miệng. Subaru coi anh ta là bạn, mặc dù Kadomon hầu như không nhớ về anh ta.
Theresia van Astrea (テレシア・ヴァン・アストレア, Tereshia van Asutorea)
Lồng tiếng bởi: Minami Takahashi
Theresia là người vợ quá cố của Wilhelm, bà của Reinhard và là một trong những nhân vật chủ chốt đã chấm dứt Cuộc nổi dậy/Chiến tranh của Á nhân 40 năm trước. Cô ấy là Kiếm Thánh của thế hệ trước. Theresia được miêu tả là một người cởi mở và hòa đồng, có khuyết điểm là gạt cảm xúc cá nhân sang một bên chỉ để tập trung vào người khác. Bất chấp tài năng và dòng dõi to lớn của mình, cô không bao giờ muốn trở thành một kiếm sĩ và khoác lên mình tấm áo "Thánh kiếm". Tuy nhiên, một số hoàn cảnh buộc cô phải cam chịu số phận của mình để chấm dứt cuộc nội chiến và bảo vệ những người thân yêu mà cô còn lại. Điều này cuối cùng đã khiến Wilhelm "lấy" thanh kiếm từ cô và giải thoát cô khỏi cuộc sống nô lệ bởi nghĩa vụ. Theresia là một người rất yêu hoa và thường xuyên ngắm chúng trong đống đổ nát, nơi cô và Wilhelm thường xuyên gặp nhau. Cô ấy mất tích khi chiến đấu với Cá voi trắng 14 năm trước và được cho là đã chết. Trong arc 5, thứ có vẻ là xác chết hoạt ảnh của cô đã được giáo phái phù thủy sử dụng trong cuộc tấn công Priscilla, nhưng Priscilla lại bị Reinhard đánh bại.
Marcos Gildark (マーコス・ギルダーク, Maakosu Girudaaku)
Lồng tiếng bởi: Tetsu Inada
Chỉ huy Hiệp sĩ nghiêm khắc và nghiêm khắc của Đội cận vệ Hoàng gia. Biệt danh là "Tảng đá" vì phép thuật chuyên biệt của ông.
Miklotov McMahon (マイクロトフ・マクマホン, Maikurotofu Makumahon)
Lồng tiếng bởi: Motomu Kiyokawa
Một trong những Đại diện của Hội đồng Hiền nhân, người đóng vai trò là cơ quan hành chính cầm quyền cao nhất sau thời kỳ hoàng gia quá cố. Là một ông già tốt bụng và rắn rỏi, ông ấn tượng trước lòng dũng cảm và niềm đam mê của Subaru khi đứng lên bảo vệ Emilia chống lại sự phân biệt đối xử khắc nghiệt nhắm vào cô trong cuộc họp Tuyển chọn ứng cử viên Quốc vương.
Bordeaux Zellgef (ボルドー・ツェルゲフ, Borudoo Tserugefu)
Lồng tiếng bởi: Jiro Saito
Một trong những Đại diện của Hội đồng Hiền nhân, và là một trong những người chỉ trích thẳng thắn nhất việc đưa Emilia vào Cuộc tuyển chọn Quốc vương. Ông ta là một trong những anh hùng chiến tranh đã chiến đấu bên cạnh Wilhelm trong Cuộc nổi dậy/Chiến tranh của Á nhân 40 năm trước.
Russell Fellow (ラッセル・フェロー, Rasseru Feroo)
Lồng tiếng bởi: Tōru Ōkawa
Thủ quỹ của Công đoàn Thương mại Lugnica. Ông ta là một cá nhân khá khôn ngoan, người ban đầu được Subaru nhìn thấy khi giúp nhóm Crusch thu thập vũ khí, nhân sự và đạn dược để chuẩn bị cho cuộc chinh phục Cá Voi Trắng lần thứ hai. Cùng với Anastasia, ông giúp Subaru hợp pháp hóa và hoàn tất các cuộc đàm phán với Crusch về việc buôn bán đá ma thuật do Roswaal (thông qua Rem làm người đại diện) đưa ra để đổi lấy việc chia sẻ việc phân phối đá ở thủ đô và mua lại chiếc điện thoại nắp gập của Subaru.